# Made in Yugoslavia
Made in Yugoslavia är en svensk film från 2005 i regi av Miko Lazić.

## Handling
När jugoslaviska inbördeskriget bryter ut låser Mihajlos pappa in sig. Mihajlo får uppgiften att övertala sin far att komma ut, men de båda blir ovänner och fler släktingar kallas in för att medla.

## Om filmen
Filmen spelades in i oktober och november 2004 i Belgrad, Tivat och Zlatibor. Den hade världspremiär den 25 november 2005 i Stockholm, Göteborg, Malmö, och Södertälje.

## Rollista
- Pavle Martinoski - Mihajlo som 15-åring
- Sasha Drakulic - Mihajlo som 23-åring
- Slobodan Boda Ninkovic - Petar
- Natasa Ninkovic - Marija
- Dragan Gagi Jovanovic - Braco
- Milorad Mandic Mandic - Savo
- Per-Gunnar Hylén - Ingemar
- Lisa Lindgren - Gerd
- Georgi Staykov - Stevo
- Goran Marjanovic - Milo
- Marko Jeremic - Zoran
- Bata Zivojinovic - farfar
- Bogdan Diklic - Muharem
- Petar Bozovic - Krsto
- Josif Tatic - Mate
- Gorica Popovic - Pelka
- Ivan Zaric - Ivan
- Iva Strljic - Marica
- Henric Larsson - Magnus
- Greger Lilliebladh - korvkund
- Caroline Andréason - Camillas mamma
- Stanislava Kolouh - sjuksyster
- Sten Erici - präst
- Malin Sjölander - Camilla
- Jens Hultén - läraren Göran
- Daniel Witalisson - Henrik
- Jovan Osmajlic - spelaren
- Mijat Radonjic - Mujo

## Musik i filmen
- Sånt är livet, musik av Bill Cook, framförd av Lisa Holmqvist, Elvir Kurbegovic och Keifest
- Prva ljubav, musik av Mario Adamson, text av Ivica Zubak, framförd av Elvir Kurbegovic och Keifest
- Rostilj Rostilj, musik av Mario Adamson, text av Ivica Zubak, framförd av Elvir Kurbegovic och Keifest
- Minnen, text och musik av Ivica Zubak, framförd av Mario Adamson
- Följ med mig hem!, musik av Mario Adamson, text av Linn Gottfridsson och Daniel Karlsson, framförd av Erik Ahrnbo
- If You Wanna date Mr. Kojak, text och musik av Polar Posse, framförd av Björn Söderberg och Miko Lazic
- Piraya, text och musik av Fredrik Blank och Isabel De Lescano, framförd av Montag Mania

## Utmärkelser
- 2006 - Göteborgs filmfestival - PlexiDraken, bästa tillgång vid inspelning, Bratislav Tankovic